# Helvetestjärnen, Ångermanland
Helvetestjärnen är en sjö i Kramfors kommun i Ångermanland och ingår i Nätraån-Ångermanälvens kustområde.